# Bringing Back the Balls to Rock
A Bringing Back The Balls To Rock, a finn Lordi egyik leghíresebb dala. 2006-ban jelent meg, a The Arockalypse című nagylemez második felvételeként. A dal munkacíme "We Bring Back The Balls To Rock" volt. A dal szövegét és zenéjét is Mr. Lordi énekes írta. A dalnak van egy rádiós verziója is. Ebben a verzióban rövidebb a második versszak és a második refrén is. A rádiós verzió mindössze 2perc, 58 másodperc hosszúságú.

## Külső hivatkozások
Dalszöveg Archiválva 2009. január 25-i dátummal a Wayback Machine-ben